# Aaron Bummer
Aaron James Bummer (Valencia, California, 21 de septiembre de 1993), más conocido como Aaron Bummer, es un jugador profesional estadounidense de béisbol que se desempeña en la posición de lanzador en Atlanta Braves, equipo de las Grandes Ligas de Béisbol (MLB).

## Carrera
Bummer hizo su debut en la MLB con el equipo Chicago White Sox, en el cual jugó siete temporadas (2017-2023), después pasó a Atlanta Braves, donde lleva jugando una temporada.